# Isaak Pattiwael
Isaak Pattiwael (23 febbraio 1914 – 16 marzo 1987) è stato un calciatore indonesiano, di ruolo attaccante.

## Carriera
Prese parte con la Nazionale delle Indie Orientali Olandesi ai Mondiali del 1938.